# Ferdinand Augustijn Snellaert

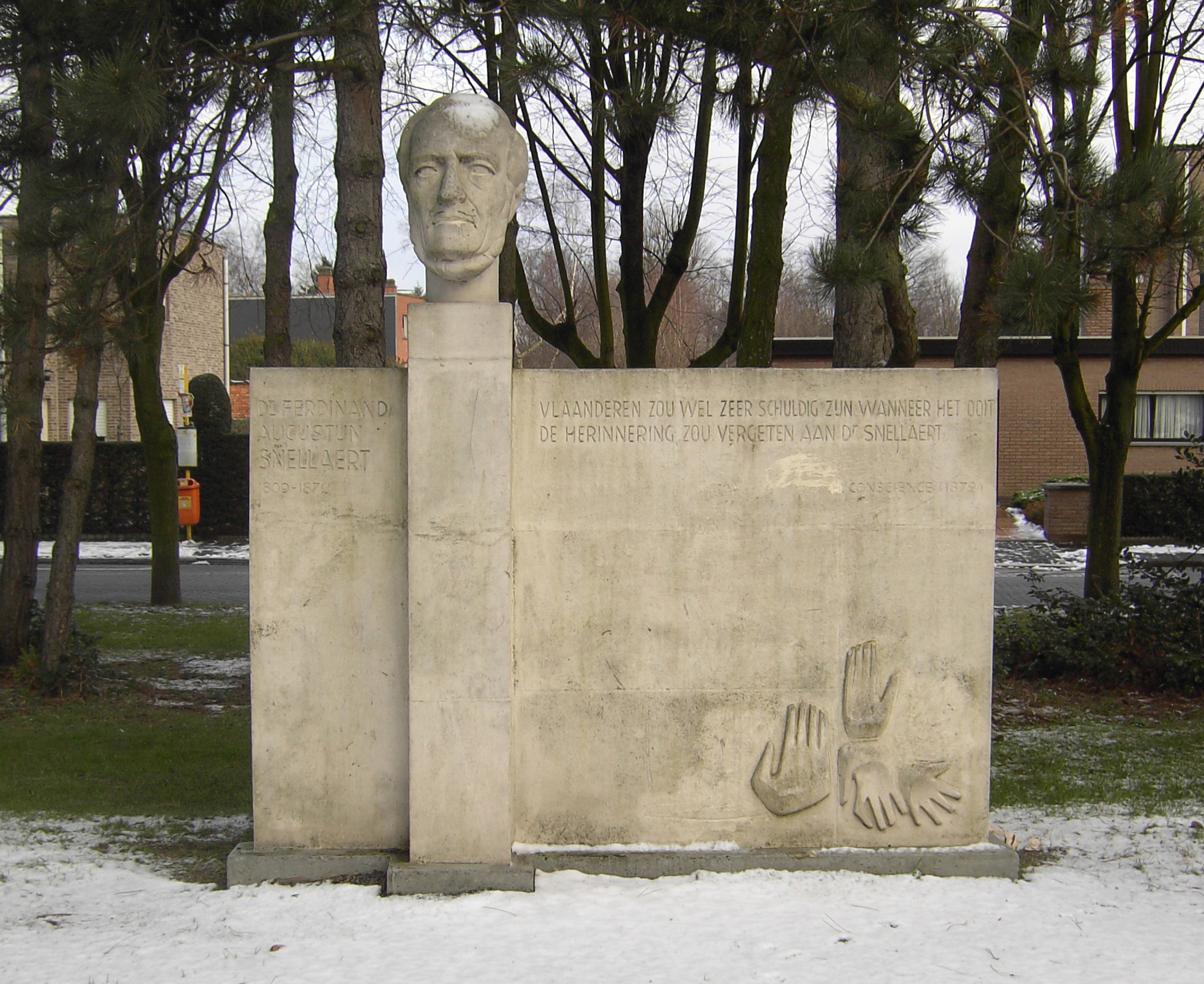
Ferdinand Augustijn Snellaert, minnesmärke i Gent.

Ferdinand Augustijn Snellaert, född 21 juli 1809 i Kortrijk, död 3 juli 1872 i Gent, var en flamländsk skriftställare. 
Sneallaert var militärläkare 1829–35 och bodde sedermera i Gent. För att återuppliva en flamländsk nationallitteratur stiftade han 1836 sällskapet "De tael is gansch het volk" och grundlade 1840 "Kunst en letterblad". Outtröttligt verksam för den flamländska nationaliteten, skrev han Schets eener geschiedenis der nederlandsche letterkunde (1849; tredje upplagan 1855) och Vlaemsche bibliographie (1851 och 1857) samt ombestyrde efter Jan Frans Willems död utgivandet av Oude vlaemsche liederen (1848) och andra gammalflamska dikter.